# Babar Pur
Babar Pur è una suddivisione dell'India, classificata come census town, di 43.364 abitanti, situata nel distretto di Delhi Nord Est, nello territorio federato di Delhi. In base al numero di abitanti la città rientra nella classe III (da 20.000 a 49.999 persone).

## Geografia fisica
La città è situata a 28° 41' 16 N e 77° 16' 50 E.

## Società

### Evoluzione demografica
Al censimento del 2001 la popolazione di Babar Pur assommava a 43.364 persone, delle quali 23.540 maschi e 19.824 femmine. I bambini di età inferiore o uguale ai sei anni assommavano a 6.788, dei quali 3.691 maschi e 3.097 femmine. Infine, coloro che erano in grado di saper almeno leggere e scrivere erano 28.478, dei quali 16.660 maschi e 11.818 femmine.